# Wikimedia Foundation
Wikimedia Foundation, oficjalnie Wikimedia Foundation Inc. – organizacja typu non-profit z siedzibą w San Francisco, zarządzająca serwisami internetowymi typu wiki o wolnej treści. Należy do ruchu społecznego Wikimedia. Jest właścicielem serwerów i znaków towarowych projektów Wikimedia (Wikipedii oraz jej „projektów siostrzanych”). Została założona przez Jimmy’ego Walesa w 2003 w celu finansowania projektów Wikimedia.
W 2024 Fundacja zatrudniała ponad 640 pracowników i osiągnęła przychody rzędu 180 milionów USD. Od 2021 przewodniczącą rady powierniczej (organu zarządczo-nadzorczego) jest Natalija Tymkiw. Od 2022 dyrektorką generalną jest Maryana Iskander.

## Historia

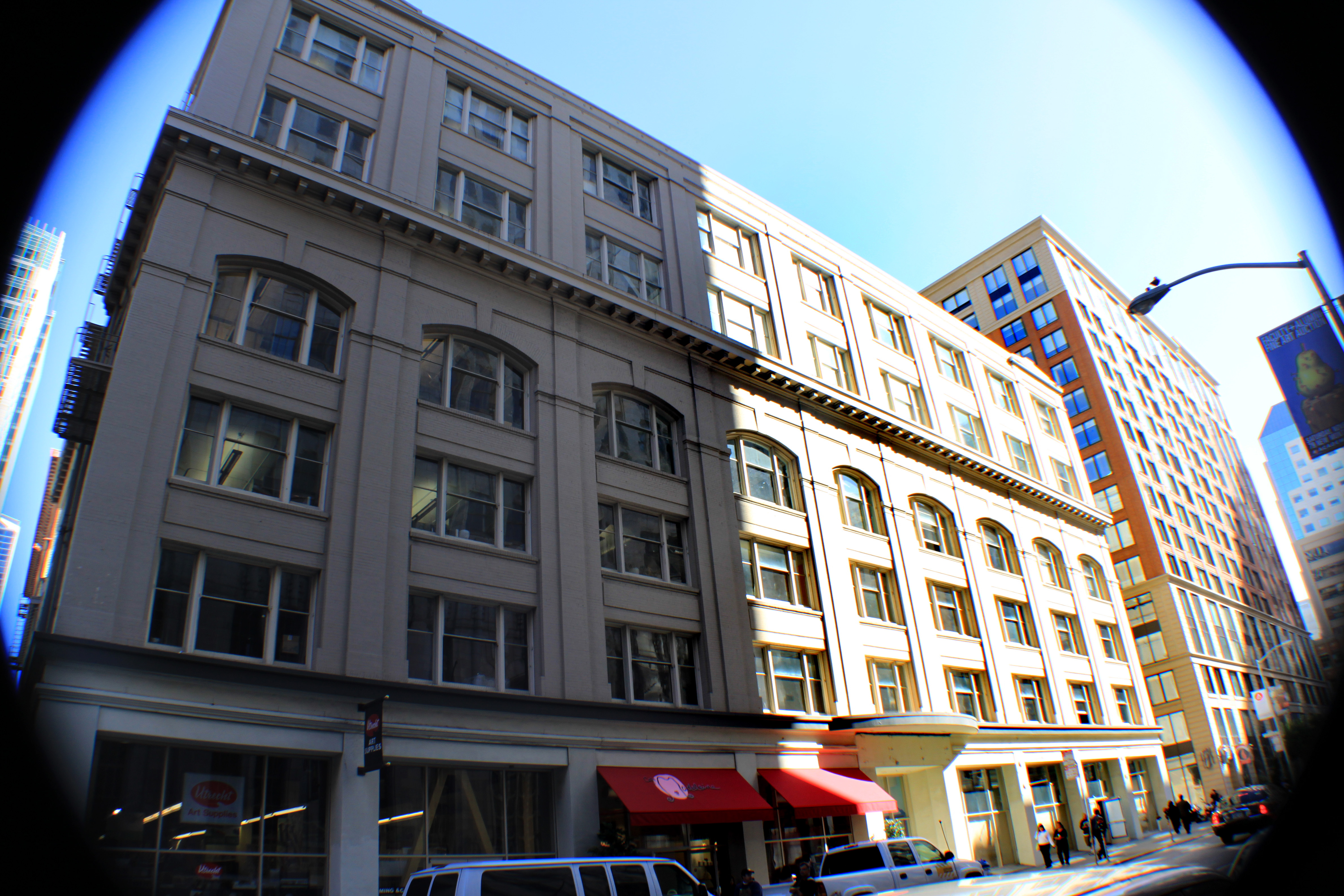
Siedziba Wikimedia Foundation w San Francisco do września 2017 r.

Jimmy Wales i Larry Sanger założyli Wikipedię w 2001 roku. Internetowa encyklopedia była początkowo finansowana przez Bomis, firmę Walesa nastawioną na zysk, i edytowana przez szybko rosnącą społeczność edytorów-wolontariuszy. Wczesna społeczność omawiała różne sposoby wspierania bieżących kosztów utrzymania i była zasadniczo przeciwna wyświetlaniu reklam na stronie.
20 czerwca 2003 Jimmy Wales ogłosił decyzję o założeniu fundacji utrzymującej Wikipedię i Nupedię (prekursorkę Wikipedii). Siedzibą Fundacji został St. Petersburg na Florydzie. Nazwa Wikimedia jest złożeniem słów „wiki” i „media” (ten drugi człon w znaczeniu, jakie ma w liczbie mnogiej). Została wymyślona przez Sheldona Ramptona w marcu 2003 jako nazwa zbiorcza różnych serwisów internetowych, które w sposób „wiki” miałyby gromadzić zbiory różnego rodzaju – encyklopedie, wiadomości, książki, muzykę czy wideo.
W 2005 roku Fundacja uzyskała status status publicznej organizacji charytatywnej, określony w artykule 501(c)(3) amerykańskiego kodeksu podatkowego. Dzięki temu darowizny na rzecz Fundacji można odliczyć od federalnego podatku dochodowego.
25 września 2007 rada powiernicza Fundacji postanowiła, że nową siedzibą będzie San Francisco. Decyzję tę uzasadniono usytuowaniem podobnych organizacji, potencjalnych partnerów, wyspecjalizowanym rynkiem pracy oraz lepszą i tańszą komunikacją międzynarodową (szczególnie z krajami azjatyckimi).
25 października 2021 Fundacja uruchomiła Wikimedia Enterprise, komercyjną usługę dostarczania treści Wikimedia odbiorcom, którzy korzystają z interfejsów API na dużą skalę, przede wszystkim przedsiębiorstwom Big Tech. W czerwcu 2022 ogłoszono, że Google i Internet Archive zostały pierwszymi klientami usługi, ale tylko Google miało za nią płacić.

## Działalność
Statut Fundacji określa, że celem jest gromadzenie i rozwijanie zasobów edukacyjnych, a także ich efektywne rozpowszechnianie na całym świecie. Misją organizacji jest utrzymywanie otwartych serwisów internetowych typu wiki, dostępnych bezpłatnie.
Fundacja utrzymuje się z darowizn zarówno osób fizycznych, jak i prawnych, oraz z licencjonowania prawa do użycia nazw i logo projektów na produktach i w ramach usług komercyjnych.

## Projekty i inicjatywy
Oprócz Wikipedii, Fundacja prowadzi działalność innych wiki, które opierają się na modelu darmowej treści, a ich głównym celem jest rozpowszechnianie wiedzy. Są to:
| Wikibooks logo         | Nazwa: Wikibooks Opis: zbiór podręczników strona WWW: wikibooks.org                              | Wikinews logo   | Nazwa: Wikinews Opis: gazeta online strona WWW: wikinews.org          | Wikispecies logo  | Nazwa: Wikispecies Opis: taksonomiczny katalog gatunków strona WWW: wikimedia.org |
| Wikidata logo          | Nazwa: Wikidata Opis: baza wiedzy strona WWW: wikidata.org                                       | Wikipedia logo  | Nazwa: Wikipedia Opis: encyklopedia strona WWW: wikipedia.org         | Wikiwersytet logo | Nazwa: Wikiwersytet Opis: zbiór ćwiczeń i szkoleń strona WWW: wikiversity.org     |
| Wikimedia Commons logo | Nazwa: Wikimedia Commons Opis: repozytorium multimediów strona WWW: commons.wikimedia.org        | Wikiquote logo  | Nazwa: Wikiquote Opis: zbiór cytatów strona WWW: wikiquote.org        | Wikivoyage logo   | Nazwa: Wikivoyage Opis: przewodnik turystyczny strona WWW: wikivoyage.org         |
| Wikimedia Meta logo    | Nazwa: Meta-Wiki Opis: koordynacja wszystkich projektów Wikimedia strona WWW: meta.wikimedia.org | Wikisource logo | Nazwa: Wikisource Opis: biblioteka cyfrowa strona WWW: wikisource.org | Wiktionary logo   | Nazwa: Wiktionary Opis: słownik online i tezaurus strona WWW: wiktionary.org      |

## Zarządzanie

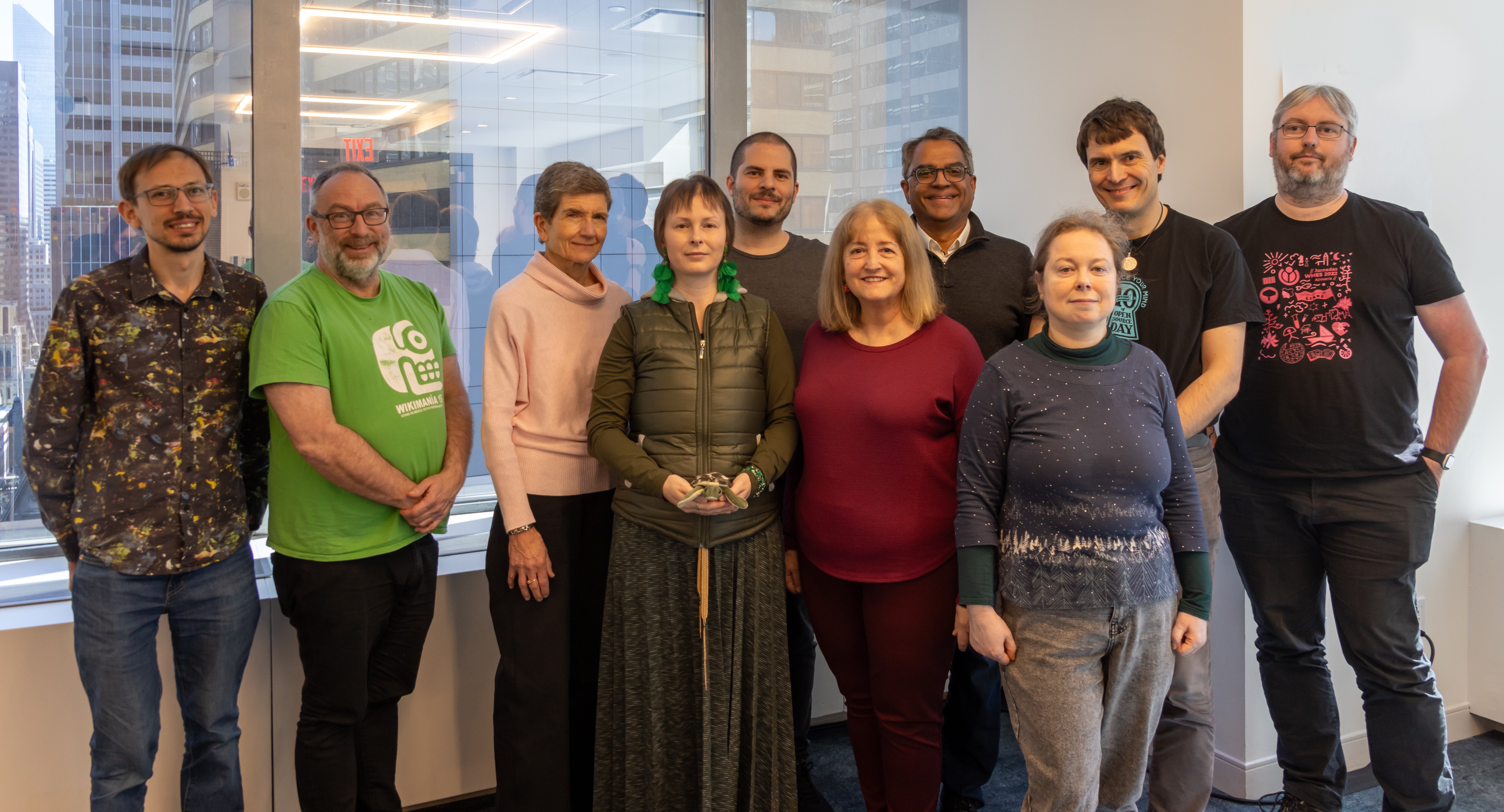
Rada Powiernicza w marcu 2024

Na czele Fundacji stoi Rada Powiernicza (Board of Trustees). W jej skład wchodzi od dziewięciu do szesnastu osób: fundator (Jimmy Wales), do ośmiu członków wybranych przez społeczność Wikimedia i afiliantów w drodze głosowania oraz do siedmiu dokooptowanych przez Radę ze względu na kompetencje. Od czerwca 2021 p.o. przewodniczącej, a od października tego samego roku przewodniczącą Rady jest Natalija Tymkiw.
W styczniu 2016 Rada dokooptowała Arnnona Geshuriego, zarządzającego działem HR Tesla Motors. W tym samym miesiącu społeczność wolontariuszy wystosowała petycję przeciwko wyborowi Rady. Była to reakcja na informacje o związkach Geshuriego z aferą płacową w Dolinie Krzemowej i niewyjaśnione usunięcie Jamesa Heilmana z Rady. Geshuri zrezygnował pod koniec stycznia 2016.
Rada może delegować swoje kompetencje do komitetów, w skład których mogą wchodzić wyłącznie jej członkowie. W 2024 istniały komitety: Wykonawczy, Audytu, Zarządczy, Produktu i Technologii oraz Spraw Społeczności. Funkcjonuje także kilka gremiów doradczych, podległych Radzie Powierniczej, m.in. Affiliations Committee (rekomenduje przyjęcie organizacji do grona afiliantów WMF).

## Afilianci
Chaptery (na niebiesko)
     Grupy użytkowników skupiające się na określonym terytorium (na zielono)

Chaptery (na niebiesko)
Grupy użytkowników skupiające się na określonym terytorium (na zielono)

Wikimedia Foundation współpracuje z ok. 200 organizacjami i grupami należącymi do ruchu Wikimedia. Nie są to oddziały Fundacji przez nią zarządzane, lecz samodzielne podmioty, które zawarły umowy określające zasady współpracy między nimi a Wikimedia Foundation. Model stowarzyszenia z Wikimedia Foundation określa cztery typy afiliantów:
- chaptery – osoby prawne typu non-profit reprezentujące ruch Wikimedia i współdziałające w celach określonych globalnie, prowadzące działalność skupioną na określonym terytorium. Ich nazwa składa się z członu „Wikimedia” oraz nazwy geograficznej (narodowej lub węższej). Mogą one używać znaków towarowych należących do Wikimedia Foundation i uczestniczą w zbiórce funduszy prowadzonej przez WMF[19]. W maju 2025 było 39 chapterów, w tym Wikimedia Polska[20],
- organizacje tematyczne – osoby prawne typu non-profit reprezentujące ruch Wikimedia; ich działalność dotyczy określonego tematu, który niekoniecznie związany jest z obszarem geograficznym. Mają takie same prawa do wykorzystywania znaków towarowych WMF i uczestnictwa w zbiórce funduszy co chaptery[19]. W maju 2025 były dwie organizacje tematyczne[21];
- grupy użytkowników – grupy wolontariuszy z wyznaczonymi osobami kontaktowymi, pracujące nad wspólnymi projektami. Podstawową ich cechą jest łatwość zakładania i prowadzenia. Mają ograniczone prawo użycia znaków towarowych WMF, nie muszą być wyposażone w osobowość prawną[19]. W maju 2025 były 152 grupy użytkowników[22],
- partnerzy ruchu – organizacje podzielające wartości wyznawane przez uczestników ruchu Wikimedia, aktywnie wspierające działalność ruchu, mające ograniczone użycia znaków towarowych WMF[19].

## Pracownicy

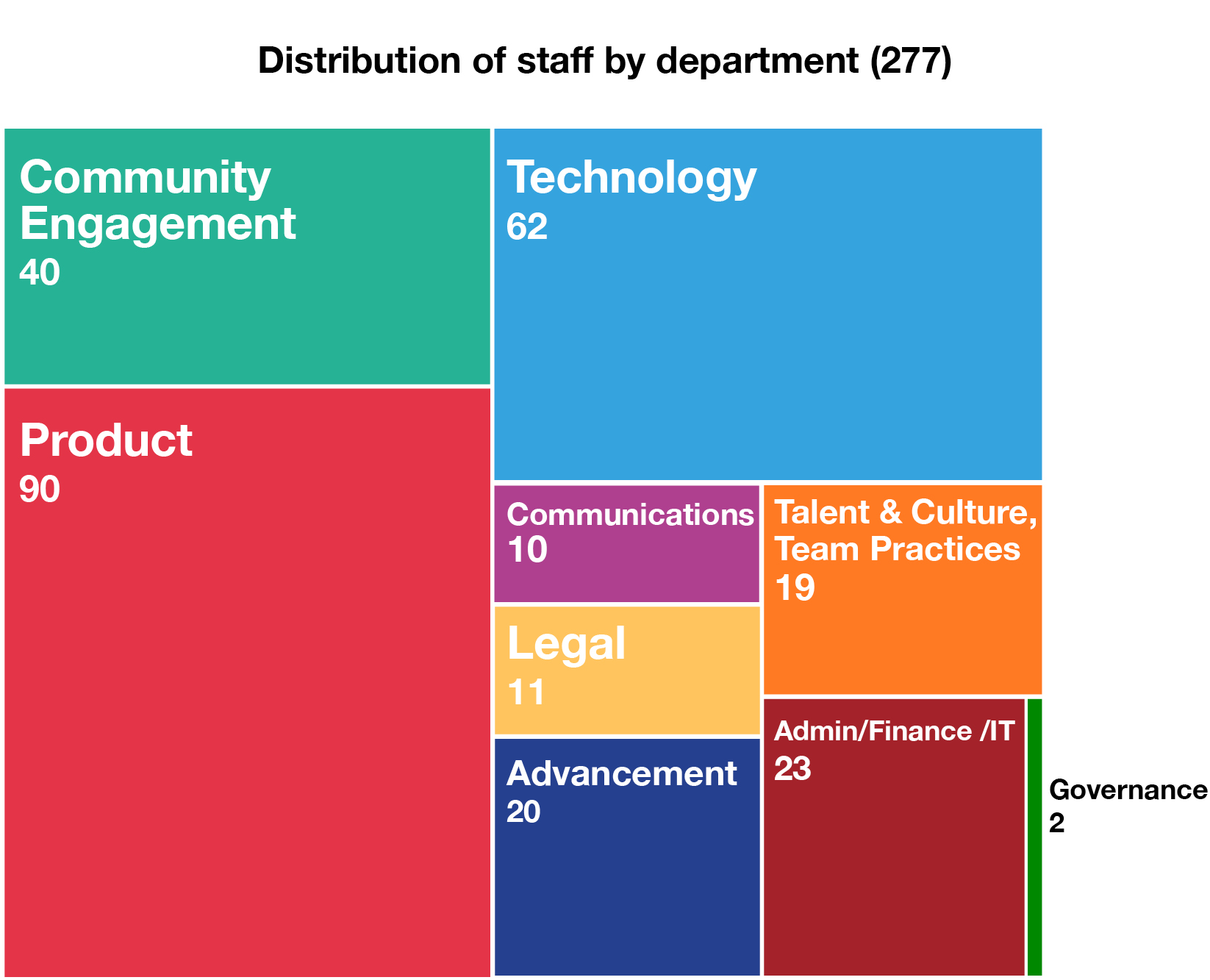
Liczba pracowników Wikimedia Foundation według działów. Stan na czerwiec 2016

### Liczba i struktura
Pierwszym pracownikiem Wikimedia Foundation był Brion Vibber, deweloper oprogramowania MediaWiki. Został zatrudniony pod koniec 2004. Przez niemal 20 lat liczba zatrudnionych rosła dynamicznie. W połowie 2005 w Wikimedia Foundation pracowało siedem osób (m.in. prawnik, rzecznik prasowy i trzy osoby w dziale technicznym). W roku budżetowym 2009–2010 było już 50 pracowników, w następnym – 78, w 2011–2012 planowano zatrudniać ok. 120 osób, a do 2013 – ponad 170 osób. W 2015–2016 liczba pracowników wynosiła ok. 270–280. 31 grudnia 2022 Fundacja zatrudniała 711 pracowników. Niewiele ponad połowa mieszkała w Stanach Zjednoczonych, a pozostali – w 56 innych krajach. Na początku 2023 zapowiedziano bardziej powolny, łatwiejszy do utrzymania wzrost, ograniczenie wydatków na personel i zmniejszenie liczby stanowisk o 5%. W kolejnych latach liczba pracowników została ustabilizowana na poziomie niecałych 650.
W planie na rok 2022–2023 podano, że ujednolicono zasady wynagradzania pracowników. Kształtując siatkę wynagrodzeń, uwzględniono cztery główne czynniki: zewnętrzne badanie mediany wynagrodzeń na podobnych stanowiskach w różnych branżach, koszty życia, branżę dla danego stanowiska i dostępny budżet. W tym czasie Fundacja zatrudniała specjalistów z 17 branż, w tym: nauki, komunikacji, udzielania grantów, prawnej, HR, finansów, fundraisingu oraz kilku związanych z IT (programowanie, inżynieria, design, zarządzanie produktem, analiza danych). Ustandaryzowano także nazwy stanowisk. Dla nie-menedżerów przewidziano pięć szczebli, od współpracownika (Associate) do głównego specjalisty (Principal), a dla menedżerów – cztery, od menedżera do wiceprezydenta.
W maju 2025 Fundacja miała następujące działy:
- Biuro Dyrektora Generalnego – wspiera pracę Dyrektora Generalnego Wikimedia Foundation[32]
- Advancement – pozyskiwanie funduszy, partnerstwa i programy grantodawcze[33]
- Komunikacja – rozwój marki Wikimedia, marketing, media społecznościowe, public relations i działania na rzecz globalnej świadomości[34]
- Finanse i Administracja – zarządzanie funduszami i zasobami Wikimedia Foundation[35]
- Prawny – sprzeciw wobec rządowej inwigilacji i cenzury, obrona społeczności wolontariuszy, ułatwianie dyskusji politycznych i promowanie prywatności[36]
- Produkt i Technologia – budowa, ulepszenia i utrzymywanie infrastruktury witryn Wikimedia[37]
- Ludzie – rekrutacja i szkolenia[38].

### Dyrektorzy wykonawczy i generalni
Od czerwca 2006 stanowiska szefa działu prawnego i dyrektora wykonawczego (Executive Director) piastował Brad Patrick. Jego następcą od lipca 2007 był Mike Godwin. W grudniu tego samego roku dyrektorką wykonawczą została Sue Gardner. Gardner pełniła to stanowisko przez siedem lat, do maja 2014. Wtedy to zastąpiła ją Lila Tretikov. Tretikov zrezygnowała z pracy w lutym 2016. Jej odejście było spowodowane krytyką jej planów zgłaszaną przez społeczność wikipedystów.
Od czerwca 2016 dyrektorką wykonawczą i generalną (Executive Director and Chief Executive Officer) została Katherine Maher. Jej priorytetami było ustalenie nowej strategii ruchu społecznego Wikimedia i intensyfikacja działań ruchu w krajach rozwijających się. Maher odeszła z pracy w kwietniu 2021. Od stycznia 2022 funkcję dyrektorki generalnej (CEO) pełni Maryana Iskander. W maju 2025 Iskander ogłosiła, że w 2024, we współpracy z Radą Powierniczą i zespołem wykonawczym, zaczęła planować sukcesję i rekrutację kolejnego CEO, który ma zostać wybrany przed końcem roku 2025.

## Budżet
| Rok budżetowy | Dochody         | Dochody                 | Wydatki         | Wydatki                 | Aktywa netto         | Aktywa netto            |
| Rok budżetowy | Wartość (w USD) | Zmiana roczna (w proc.) | Wydatki (w USD) | Zmiana roczna (w proc.) | Aktywa netto (w USD) | Zmiana roczna (w proc.) |
| ------------- | --------------- | ----------------------- | --------------- | ----------------------- | -------------------- | ----------------------- |
| 2003–2004     | 80 129          | nd.                     | 23 463          | nd.                     | 56 666               | nd.                     |
| 2004–2005     | 379 088         | 373,1                   | 177 670         | 657,2                   | 268 084              | 373,1                   |
| 2005–2006     | 1 508 039       | 297,8                   | 791 907         | 345,7                   | 1 004 216            | 274,6                   |
| 2006–2007     | 2 734 909       | 81,4                    | 2 077 843       | 162,4                   | 1 658 282            | 65,1                    |
| 2007–2008     | 5 032 981       | 84,0                    | 3 540 724       | 70,4                    | 5 178 168            | 212,3                   |
| 2008–2009     | 8 658 006       | 72,0                    | 5 617 236       | 58,6                    | 8 231 767            | 59,0                    |
| 2009–2010     | 17 979 312      | 107,7                   | 10 266 793      | 82,8                    | 14 542 731           | 76,7                    |
| 2010–2011     | 24 785 092      | 37,8                    | 17 889 794      | 74,2                    | 24 192 144           | 66,3                    |
| 2011–2012     | 38 479 665      | 55,2                    | 29 260 652      | 63,6                    | 34 929 058           | 44,4                    |
| 2012–2013     | 48 635 408      | 26,4                    | 35 704 796      | 22,0                    | 45 189 124           | 29,4                    |
| 2013–2014     | 52 465 287      | 8,6                     | 45 900 745      | 28,6                    | 53 475 021           | 18,3                    |
| 2014–2015     | 75 797 223      | 44,5                    | 52 596 782      | 14,6                    | 77 820 298           | 45,5                    |
| 2015–2016     | 81 862 724      | 8,0                     | 65 947 465      | 25,4                    | 91 782 795           | 17,9                    |
| 2016–2017     | 91 242 418      | 11,5                    | 69 136 758      | 4,8                     | 113 330 197          | 23,5                    |
| 2017–2018     | 104 505 783     | 14,5                    | 81 442 265      | 17,8                    | 134 949 570          | 19,1                    |
| 2018–2019     | 120 067 266     | 14,9                    | 91 414 010      | 12,2                    | 165 641 425          | 22,7                    |
| 2019–2020     | 129 234 327     | 7,6                     | 112 489 397     | 23,0                    | 180 315 725          | 8,9                     |
| 2020–2021     | 162 886 686     | 26,0                    | 111 839 819     | –0,6                    | 231 177 536          | 28,2                    |
| 2021–2022     | 154 686 521     | –5,0                    | 145 970 915     | 30,5                    | 239 351 532          | 3,5                     |
| 2022–2023     | 180 174 103     | 16,5                    | 169 095 381     | 15,8                    | 254 971 336          | 6,5                     |
| 2023–2024     | 185 383 511     | 2,9                     | 178 471 109     | 5,5                     | 271 555 390          | 6,5                     |